# Hamburgs flygplats
Hamburgs flygplats (IATA: HAM, ICAO: EDDH) (tyska: Flughafen Hamburg, tidigare: Flughafen Hamburg-Fuhlsbüttel) är en internationell flygplats belägen 8,5 kilometer norr om Hamburg. Den är Tysklands femte största flygplats.

## Historik
Flygplatsen öppnades 1911. När Lufthansa startade passagerarverksamhet 1955 användes Hamburg som ett nav tills Frankfurts flygplats tog över på grund av tillväxtbegränsningar av flygplatsens läge i Hamburg. Lufthansa Technik har fortfarande en stor verksamhet på flygplatsen. Kaltenkirchen skulle bli en ny flygplats för Hamburg och Kiel på 1970-talet, men planerna lades sedermera ned.
Gerkan, Marg und Partner designade Terminal 2 som stod klar 1993 samt Terminal 1 som öppnades 2005.

## Kommunikationer
Under Hamburgs flygplats finns en pendeltågsstation för Hamburgs pendeltåg (S-Bahn). Linje S1 går till centrala Hamburg Hauptbahnhof på 25 min.

## Galleri

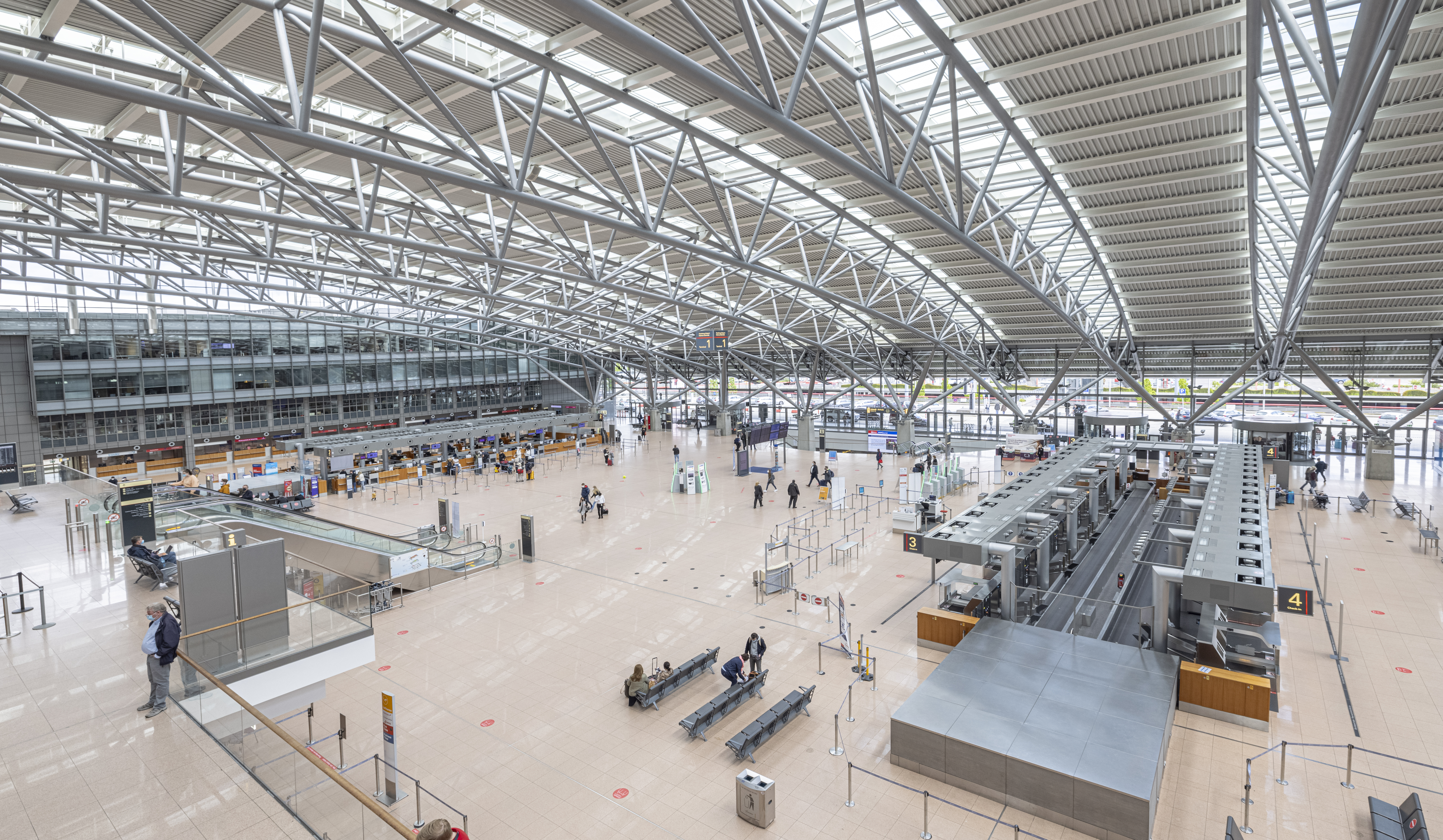
Terminal 1
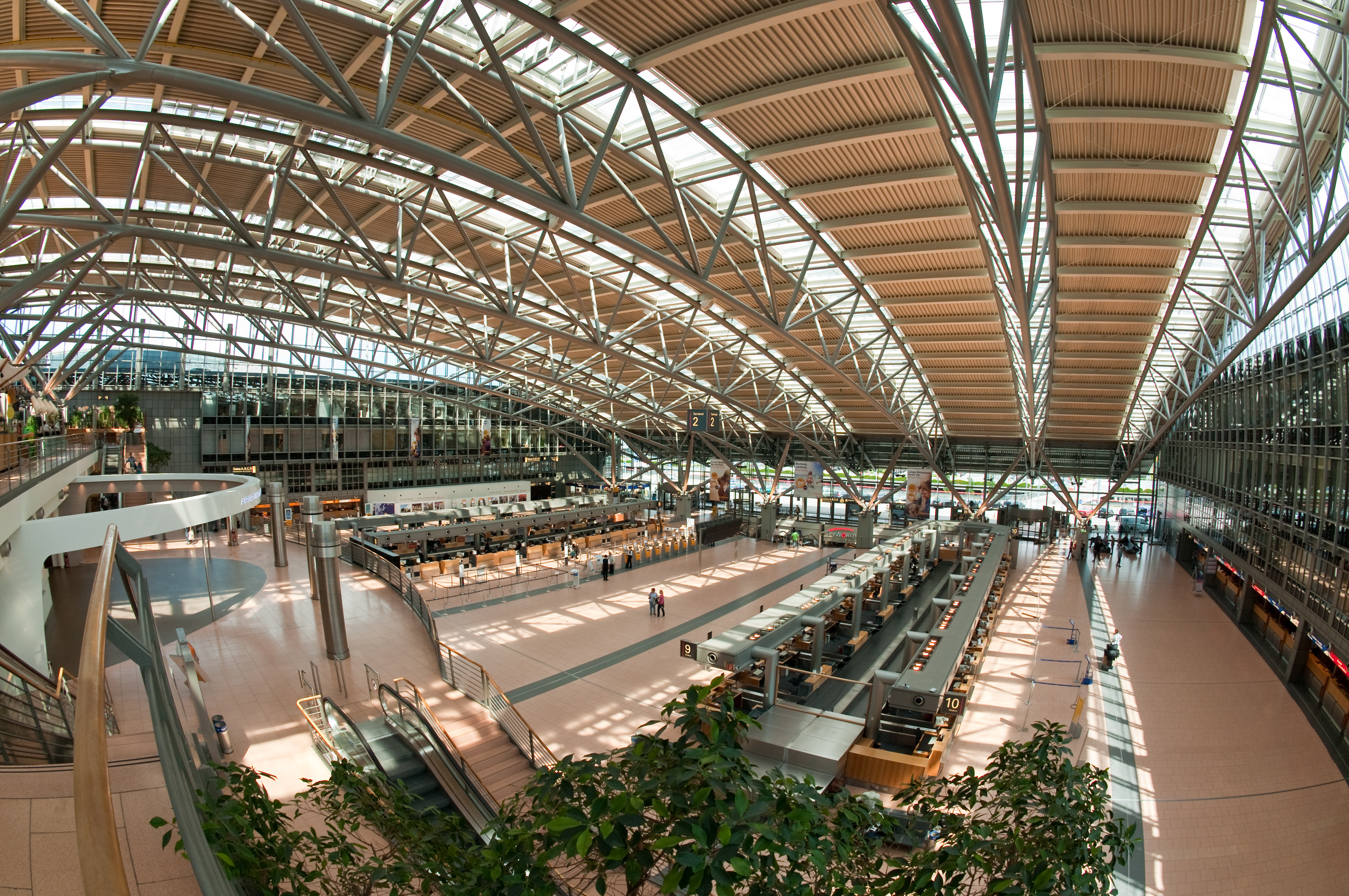
Terminal 2
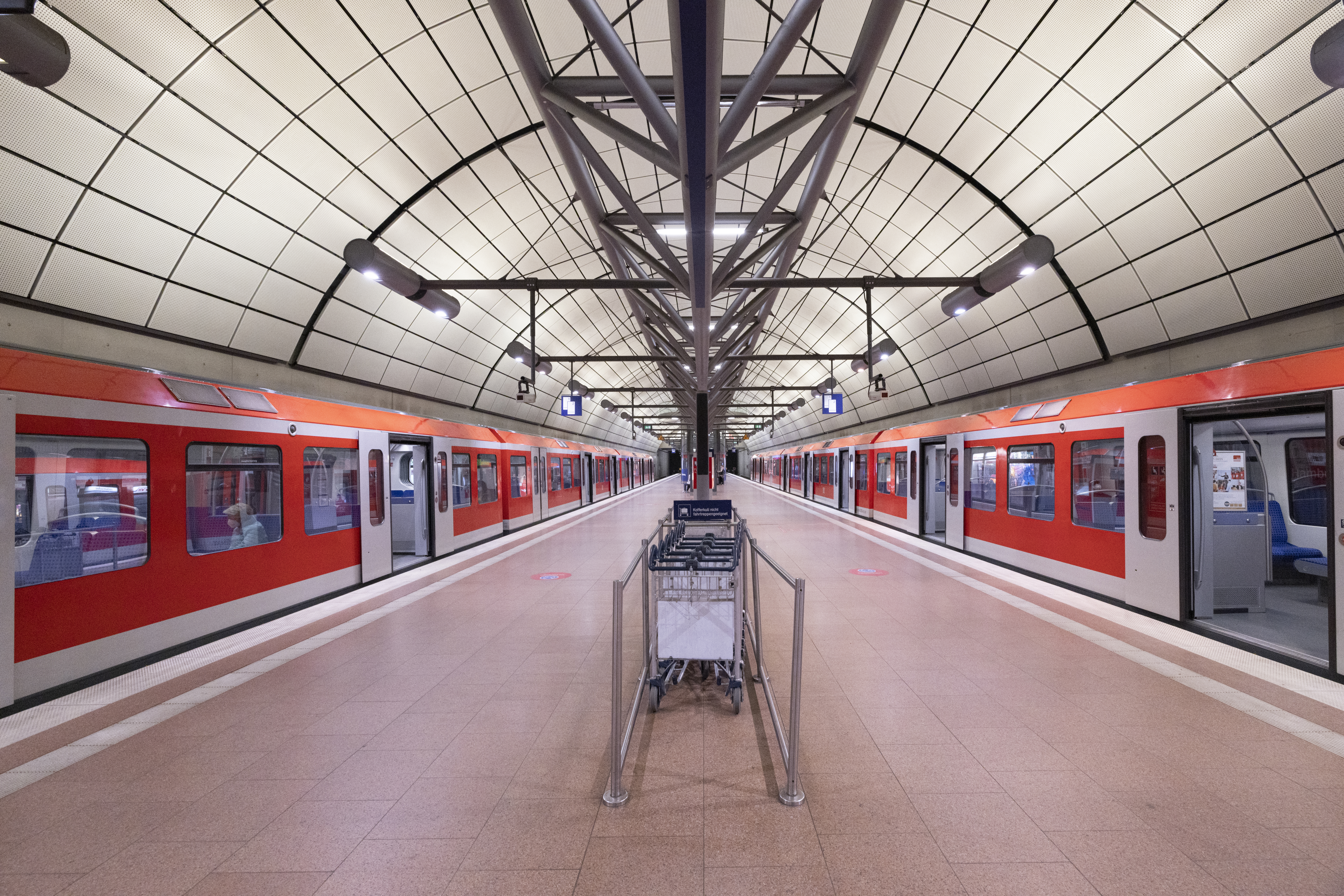
Flughafen Hamburg station